# Ceux qui ont des ailes
 (décembre 2024).
Ceux qui ont des ailes (翼を持つ者, Tsubasa o motsu mono) est un shōjo manga écrit et dessiné par Natsuki Takaya. Il a été prépublié dans le magazine japonais Hana to yume entre 1995 et 1998, et a été compilé en six tomes.
La version francophone a été éditée par les éditions Delcourt.

## Résumé de l’histoire
L’histoire se déroule à la fin du XXIIe siècle sur une Terre dévastée par les nombreuses guerres qu’elle a connues. Seuls les privilégiés et l’armée vivent confortablement alors que le reste du peuple subit la misère.
Ceux qui ont des ailes raconte l’histoire de Kotobuki, une ancienne voleuse qui parcourt le monde pour trouver un travail afin de vivre enfin honnêtement. Elle voyage avec Raïmon, un militaire d’élite qui a toujours été ouvertement amoureux d’elle. Toutefois, le voyage n’est pas de tout repos. En effet, les deux héros sont souvent ralentis et sollicités par des personnes à la recherche des « ailes », des créatures légendaires capables d’exaucer les souhaits. Ces créatures ont été vus il y a bien longtemps et leur localisation actuelle est inconnue.

## Les personnages
Kotobuki : Une ancienne voleuse qui use de ses talents depuis l’âge de six ans dans l’unique but de survivre. Elle est aujourd’hui âgée d’une quinzaine d’années, elle est forte et très agile. Elle n’aime pas qu’on lui pourrisse la vie et aime Raïmon. Elle a habité dans un orphelinat quand elle était petite. Mais celui-ci a brûlé lorsqu'elle avait six ans. Tous ses occupants sont morts sauf Kotobuki. Elle est très volontaire. Elle est une "sans-nom", nom donné à ceux qui sont orphelins. Dans le monde de Ceux qui ont des ailes, les "sans-nom" sont rejetés et ne sont pas considérés comme des Hommes à part entière. 
Raïmon Shigari : Un ancien militaire d’élite qui a quitté son statut privilégié pour être avec Kotobuki. C'est un génie dont ses talents l’ont toujours sorti de situations délicates. Il aime tendrement Kotobuki et est prêt à tout pour la protéger. Il possède une bombe dans le crâne qui l'empêche de traverser les frontières pour empêcher l'ennemi de s'emparer des secrets de l'armée. Il est issu d'une famille riche car il a été adopté par un homme d'affaires.
Gill Sanzu: Le Général Sanzu était le supérieur de Raïmon. Il est celui qui lui a implanté la bombe qu'il a dans le crâne, et par la même occasion, il est le seul à pouvoir lui toucher les cheveux avec Kotobuki. C'est un homme assez égoïste et violent malgré les apparences. Il était le demi-frère d'Ann, la directrice de l'orphelinat de Kotobuki. Elle l'a quitté pour les sans-noms, il l'a donc tuée. Il est amoureux de Kotobuki car sa ressemblance avec Ann, sa demi-sœur défunte qu'il aimait profondément, est frappante. 
Shôka: Shôka est une voleuse dont le rêve est de trouver les Ailes. Elle prétend vouloir leur demander un magnifique festin mais son véritable souhait est de faire revivre sa petite sœur qu'elle n'a pas su protéger. Elle déteste Raïmon (elle pense que c'est un démon) mais apprécie Kotobuki. Elle a deux hommes, Haru et Kokusai. Elle aime tout faire sauter avec ses grenades, mais est très maladroite, n'arrivant jamais à atteindre sa cible.
Yann Mizuchi: Yann est le chef des "Roses Bleues" (ou plus communément "tekie"). Il est amoureux de la colonel Fia Michal. Il doit la vie à Kotobuki et a très peur de Raïmon. Il apparaît bizarrement dès que Kotobuki a besoin de lui. Il est recherché par la police et l'armée.
Ady/Adélite Wilson: Âgée de 12 ans, elle s'occupe déjà de l'entreprise familiale, depuis que son père est décédé. C'est une jeune fille mature et responsable, mais aussi très riche. Elle rencontre Kotobuki et Raimon alors qu'elle cherchait des domestiques. Elle est sans cesse en colère contre l'incompétence de sa mère, refusant son affection, par fierté, mais au fond elle l'apprécie beaucoup. Elle s'attache rapidement à Kotobuki.
Kayo et Rikuro: Ces deux personnes sont en fait les Ailes, et ne peuvent exercer leur pouvoir  d'"Ailes" que lorsqu'elles sont ensemble. Ce sont en réalité des cerveaux artificiels surdéveloppés. Rikuro est en réalité "F", l'ordinateur central de l'armée et Kayo a tout simplement disparu.             
Ann: Ann est la mère adoptive de Kotobuki. C'est aussi la demi-sœur du général Gill Sanzu. Elle s'occupait d'un orphelinat de cinq enfants, dont Kotobuki. Un jour où elle était malade, Tota, un enfant avec qui était amie Kotobuki, décida d'aller chercher des médicaments pour elle, mais Kotobuki y alla à sa place. En revenant, elle découvrit l'orphelinat en flammes. Ann était morte ainsi que les autres enfants.

## Liste des volumes
- Volume 01 - 01/2006 -  (ISBN 2-84789-951-0)
- Volume 02 - 04/2006 -  (ISBN 2-7560-0122-8)
- Volume 03 - 06/2006 -  (ISBN 2-7560-0040-X)
- Volume 04 - 09/2006 -  (ISBN 2-7560-0240-2)
- Volume 05 - 10/2006 -  (ISBN 2-7560-0424-3)
- Volume 06 - 12/2006 -  (ISBN 2-7560-0665-3)